# Танченко, Иван Михайлович
Иван Михайлович Танченко (4 марта 1912, город Константиновка, теперь Донецкой области — 1976, город Киев) — советский деятель, 2-й секретарь Киевского обкома КПУ. Депутат Верховного Совета УССР 5-го созыва. Кандидат в члены ЦК КПУ в 1960—1961 годах. Кандидат химических наук.

## Биография
Родился в семье рабочего. Трудовую деятельность начал в 1928 году рабочим Константиновского стеклозавода в Донбассе.
В 1935 году окончил Харьковский инженерно-экономический институт.
В 1935—1941 г. — инженер Киевского химико-фармацевтического завода имени Ломоносова.
Член ВКП (б) с 1940 года.
Участник Великой Отечественной войны с июня 1941. Служил помощником командира по технической части 50-го отдельного батальона химической защиты Юго-Западного, Калининского, 1-го Украинского фронтов.
В 1945—1955 г. — главный инженер на киевских химико-фармацевтических заводах.
В 1955—1957 г. — 1-й секретарь Сталинского районного комитета КП Украины города Киева.
6 июня 1957 — 1961 г. — 2-й секретарь Киевского областного комитета КП Украины.
В 1961—1965 г. — на руководящих должностях в Украинском совете народного хозяйства (Укрсовнархоз).
В 1965—1970 г. — заместитель министра химической промышленности Украинской ССР.
В 1970 — августе 1976 г. — директор Всесоюзного научно-исследовательского и проектного института химической промышленности СССР в Киеве.
Умер в августе 1976 году в городе Киеве. Похоронен в Киеве на Байковом кладбище.

## Звание
- старший техник-лейтенант

## Награды
- орден Ленина
- орден Октябрьской Революции
- орден Трудового Красного Знамени
- Орден «Знак Почёта»
- медаль «За боевые заслуги» (16.06.1945)
- медали
- Сталинская премия II-й степени (1950)
- Почётная грамота Президиума Верховного Совета УССР